# Kara-Bak (Landgemeinde)
Kara-Bak (kirgisisch Кара-Бак айыл аймагы) ist eine Landgemeinde (ajyl aimagy) im Rajon Batken des Oblus Batken in Kirgisistan. Sie besteht aus 7 Dörfern.
Das Verwaltungszentrum ist das Dorf Kara-Bak. Im Jahr 2009 hatte die Landgemeinde 12.738 Einwohner. Bis 2023 wuchs die Bevölkerung auf 20.861 Einwohner.
| Dorf         | Kirgisischer Name | Einwohnerzahl (2021) |
| ------------ | ----------------- | -------------------- |
| Bai Kara-Bak | Бай Кара-Бак      | 582                  |
| Dostuk       | Достук            | 406                  |
| Döbö         | Дөбө              | 834                  |
| Kara-Bak     | Кара-Бак          | 9.007                |
| Kysyl-Bel    | Кызыл-Бел         | 7.841                |
| Sardaly      | Зардалы           | 256                  |
| Tschet-Kysyl | Чет-Кызыл         | 2.264                |